# Delfino (sous-marin, 1930)
Pour les articles homonymes, voir Delfino.
Le Delfino (en français : Dauphin) est un sous-marin de la classe Squalo en service dans la Regia Marina au début des années 1930 et ayant servi pendant la Seconde Guerre mondiale.

## Caractéristiques
Les sous-marins de la classe Squalo sont essentiellement des répétitions des classes Bandiera et Bragadin, ils appartenaient au type "Bernardis" et ont été les premiers sous-marins italiens de moyenne et grande taille à être performants dans tous les domaines ; ils étaient également adaptés aux mers chaudes, comme la mer Rouge. Ils sont cependant nés avec certains défauts des classes précédentes (ceci parce que la Regia Marina a fait la grosse erreur de commander trois classes de nouveaux sous-marins sans tester ne serait-ce qu'une d'entre elles en conditions réelles), en particulier la tendance à s'enfoncer dans la mer par la proue. Afin de contourner ce problème, le secteur de la proue a été modifié en la surélevant, donnant le profil caractéristique aux unités. À l'intérieur du sous-marin a également été obtenu un caisson d'auto-chargement utile pour amortir le tangage.
Ils déplaçaient 920 tonnes en surface et 1 125 tonnes en immersion. Les sous-marins mesuraient 69,8 mètres de long, avaient une largeur de 7,21 mètres et un tirant d'eau de 5,19 mètres. Ils avaient une profondeur de plongée opérationnelle de 90 mètres. Leur équipage comptait 53 officiers et hommes d'équipage.
Pour la navigation de surface, les sous-marins étaient propulsés par deux moteurs diesel de 1 500 chevaux (1 119 kW), chacun entraînant un arbre d'hélice. En immersion, chaque hélice était entraînée par un moteur électrique de 650 chevaux-vapeur (485 kW). Ils pouvaient atteindre 15,1 nœuds (28,0 km/h) en surface et 8 nœuds (15 km/h) sous l'eau. En surface, la classe Squalo avait une autonomie de 5 650 milles nautiques (10 460 km) à 8 nœuds (15 km/h), en immersion, elle avait une autonomie de 100 milles marins (185 km) à 3 nœuds (5,6 km/h).
Les sous-marins étaient armés de huit tubes lance-torpilles internes de 53,3 cm (21 pouces), quatre à l'avant et quatre à l'arrière. Ils transportaient au total une douzaine de torpilles. Ils étaient également armés d'un canon de pont de 102/35 Model 1914 pour le combat en surface. Leur armement anti-aérien consistait en deux mitrailleuses Breda Model 1931 de 13,2 mm.

## Construction et mise en service
Le Delfino est construit par le chantier naval Cantieri Riuniti dell'Adriatico (CRDA) de Monfalcone en Italie, et mis sur cale le 27 octobre 1928. Il est lancé le 27 avril 1930 et est achevé et mis en service le 19 juin 1931. Il est commissionné le même jour dans la Regia Marina.

## Historique
Après son entrée en service, le Delfino est affecté au IIe Escadron de sous-marins de moyennes croisières, basé à La Spezia.
En 1933, avec son navire-jumeau (sister-ship) Tricheco, il fait un voyage en mer Noire, touchant les ports de Batum, Constanta, Varna et Istanbul. Le but est de vérifier les conditions de traversée du détroit des Dardanelles..
En 1934, il est affecté au IVe Escadron sous-marin de Naples (sous les ordres duquel il effectue une deuxième croisière dans le bassin oriental de la Méditerranée, toujours accompagné du Tricheco) et en 1935, il est transféré à Tobrouk,.
Du 9 au 24 décembre 1936, pendant la guerre civile d'Espagne, il accomplit une mission infructueuse (sous le commandement du lieutenant de vaisseau (tenente di vascello) Folco Buonamici), en attaquant un navire à vapeur entre Barcelone et Tarragone mais sans atteindre le lancement des torpilles,.
En 1937, il est envoyé en mer Rouge, où il opère depuis Massaoua,.
De 1938 à 1940, il mène des activités de formation dans la haute Adriatique pour l'école de sous-marins de Pula, recevant également des emplois.
Au début de la Seconde Guerre mondiale, il est basé à Leros, encadrée dans le Ve Grupsom. Il opère en mer Égée [3]. Le 10 juin 1940 (sous le commandement du lieutenant cde vaisseau Giuseppe Aicardi), il est en mission près de Kassos. Le 18 juillet, il est attaqué à la torpille par un sous-marin ennemi dans le canal de Doro. Il esquive la torpille et quelques heures plus tard, il contre-attaque avec le lancement d'une seconde torpille, qui semble avoir touché, mais il n'y a pas de traces,.
Le 15 août 1940, le Delfino est le protagoniste d'un épisode très discuté. Le 14 août, le commandant Giuseppe Aicardi a reçu à Leros, du gouverneur du Dodécanèse Cesare De Vecchi et de l'amiral Domenico Cavagnari, l'ordre de se rendre dans les eaux grecques (De Vecchi suggère les îles de Tinos et Syra) pour attaquer les navires marchands engagés dans le transport de matériel de guerre en faveur des Alliés. La directive vient du haut lieu militaire, à Rome. À 8 h 30 du 15 août, après être entré dans la rade de Tinos - où se déroulait une cérémonie solennelle pour la célébration du jour de l'Assomption - il lance trois torpilles contre le vieux et petit croiseur léger grec (donc neutre) Elli: l'une des torpilles touche le navire, qui explose.
Comment Aicardi a-t-il pu mal comprendre l'ordre reçu, qui ne mentionnait pas les navires de guerre, n'a jamais été clarifié: plus tard, il a prétendu avoir aperçu deux navires marchands sans signaux indiquant leur neutralité, avoir manœuvré pour les attaquer mais avoir été aperçu par le Elli qui était dirigé contre le Delfino, l'obligeant à le torpiller. En réalité, cette version n'est pas crédible, car le Elli était amarré au milieu de nombreux bateaux décorés de façon festive, donc sans possibilité de déplacement. La responsabilité de l'action n'a pas été immédiatement connue (l'Italie et l'Angleterre s'accusaient mutuellement) mais elle a été rapidement clarifiée, avec la découverte de la partie arrière d'une torpille italienne. L'épisode a eu des répercussions très négatives sur les relations entre l'Italie et la Grèce, si bien qu'à la fin de la guerre, la Grèce a demandé et obtenu la cession du croiseur léger italien moderne Eugenio di Savoia, rebaptisé Elli.
Le 29 novembre 1940, avec le capitaine de corvette Alberto Avogadro di Cerrione comme nouveau commandant, il attaque un convoi grec au large de l'île de Kaloyeri, tirant deux torpilles sur un destroyer (que certaines sources indiquent comme le grec Psara) et se dégageant ensuite en piqué. Il entend deux explosions, mais il n'y a pas de confirmation de dommages,,.
Le 1er août 1941, dans la nuit, alors qu'il navigue au nord de Ras Azzaz (Cyrénaïque), il est attaqué par un hydravion britannique Short Sunderland. Dans le passage suivant, l'appareil est touché et tombe à la mer et le Delfino lui-même, à son tour touché et endommagé, récupère quatre survivants,.
En septembre 1941, au cours de l'opération britannique "Halberd" (il s'agit d'une opération de ravitaillement pour Malte, mais les dirigeants de la marine italienne pensent qu'il peut s'agir d'une mission offensive contre les côtes italiennes), il est déployé au sud-ouest des côtes de la Sardaigne.
Le Delfino joue un rôle offensif dans le canal de Sicile et au large de Malte.
Le Delfino a effectué un total de 18 missions offensives exploratoires et 11 missions de transfert, couvrant un total de 15 673 milles nautiques (29 026 km) en surface et 1 756 milles nautiques (3 252 km) sous l'eau.
Du 24 février au 9 novembre 1942 - avec le lieutenant de vaisseau Mario Violante comme commandant - il opère sous le commandement de l'école de sous-marins de Pula, effectuant 67 missions d'entraînement et quelques patrouilles anti-sous-marines dans le nord de l'Adriatique,.
Il est ensuite affecté (à partir du 10 novembre 1942) aux missions de transport de ravitaillement pour la Libye. Il a effectué trois missions, transportant un total de 207 tonnes de ravitaillement (147,7 tonnes de munitions et 59,3 tonnes de carburant). Le 6 janvier 1943, il effectue sa troisième mission, puis subit des travaux d'entretien à Tarente jusqu'au 20 mars,.
Le 23 mars 1943, à 12 h 15, le sous-marin navigue de Tarente à Augusta, accompagné d'un bateau-pilote,. À 13 h 15, probablement en raison d'un dysfonctionnement du gouvernail du sous-marin, qui provoque un virage involontaire et décisif, le Delfino coupe la route au bateau-pilote qui l'éperonne à l'arrière, provoquant son naufrage soudain (survenu en quelques minutes) à environ 6,5 milles nautiques (12 km) au cap 205° du Capo San Vito (Tarente),.
Avec le sous-marin a coulé l'ingénieur en chef, le capitaine du génie naval Giuseppe Serafica, sept sous-officiers et vingt chefs et marins,.